# Koutorivier
De Koutorivier (Zweeds: Koutojoki) is een rivier die stroomt in de Zweedse gemeente Pajala. De rivier ontstaat uit een tweetal achter elkaar liggende meren. Die krijgen hun water van beken. De Koutorivier stroomt zuidwaarts weg, draait naar het oosten om na 6 kilometer in de Olosrivier te stromen.
Afwatering: Koutorivier → Olosrivier → Lainiorivier → Torne → Botnische Golf